# Hotel Regina Palace
(George Bernard Shaw)
L'Hotel Regina Palace è un albergo che si trova a Stresa di fronte alle isole Borromee, sul lago Maggiore, in Piemonte.

Il Regina Palace poco dopo la costruzione, nel marzo del 1908

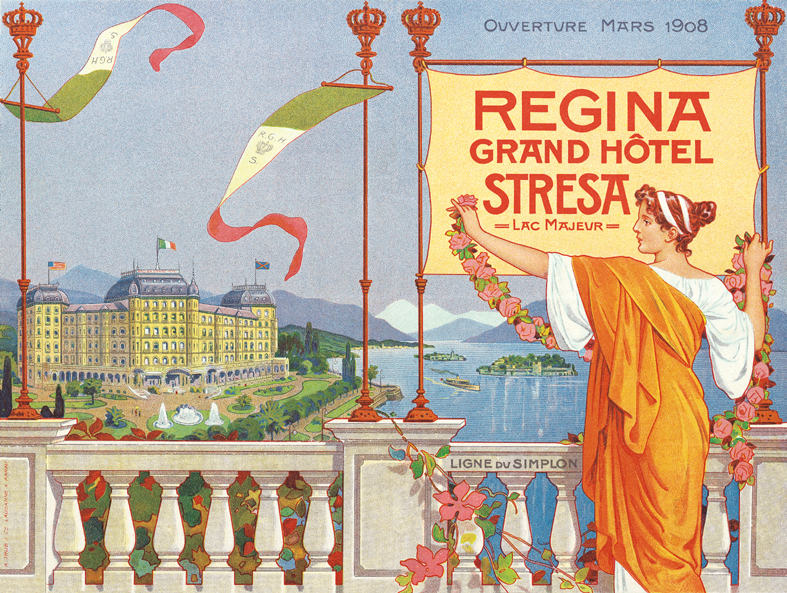
della inaugurazione del 1908

## Storia

### Le origini
Le origini dell'hotel si devono ad un gruppo di imprenditori stresani che nel 1906 acquistò la struttura di Villa Martini, sulla quale successivamente venne eretto l'hotel.
Progettato nei primi anni del Novecento, è stato inaugurato l'8 marzo 1908, nel pieno del periodo della Belle Époque, e contemporaneo nella costruzione al casinò di Stresa (oggi chiuso) ed ai primi concorsi ippici, rimane un esempio dello stile Liberty italiano in voga nel periodo tanto da venir definito da giornali dell'epoca come uno dei più sfarzosi alberghi in Europa.
L'hotel e la cittadina hanno attraversato oltre un secolo di storia italiana, a partire dagli inizi del '900, quando Stresa era una piccola cittadina sul lato piemontese del lago Maggiore, lungo la strada che collega l'alto Piemonte e la Lombardia con il nord Europa tramite il passo del Sempione, oggetto di una intensa stagione di investimenti e di interesse turistico da parte delle élite di tutto il continente, che venne meno soltanto durante la prima e la seconda guerra mondiale: nei pressi dell'hotel, nel 1909, venne inaugurato il Kursaal, nel 1911 aprì la Ferrovia elettrica Stresa-Mottarone e di lì a poco aprì i battenti anche il lido di Carciano, forse il primo stabilimento balneare italiano con scivoli d'acqua.
Le camere doppie, con luce elettrica e servizio, costavano 10 lire, 5 le singole, per un minimo soggiorno di 5 notti e con 8 lire in più si poteva avere un maggiordomo riservato.

### Il primo dopoguerra

Il Principe Umberto di Savoia e Maria José del Belgio al Regina Palace nel 1932

George Bernard Shaw al Regina Palace nella primavera del 1926

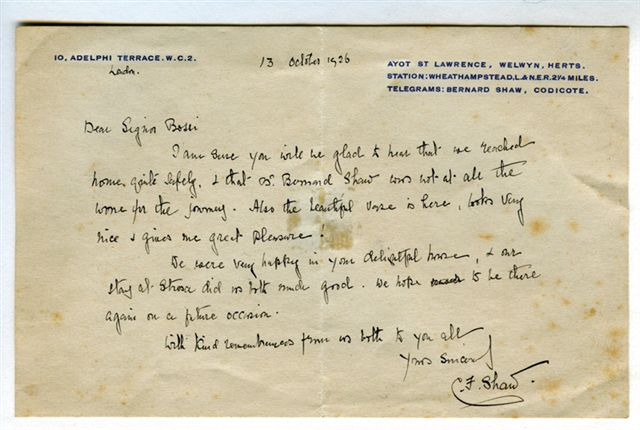
Ringraziamenti di George Bernard Shaw al Regina Palace, ottobre del 1926

Durante la prima guerra mondiale venne abbattuto il Kursaal e abbandonato il progetto della ferrovia elettrica, tuttavia il fascino di Stresa rimase intatto, nel 1918 Ernest Hemingway soggiornò in convalescenza per le ferite riportate sul fronte austriaco per una decina di giorni al vicino Grand Hotel et des Iles Borromées lasciandone traccia nella propria biografia.
Nel 1922, a seguito di una profonda crisi economica, l'hotel venne venduto ad una famiglia di albergatori svizzeri che contribuì al rilancio della zona insieme alla creazione, nel 1924, del Golf Club Alpino, disegnato dall'architetto inglese Peter Gannon, progettista anche dei campi Golf del Parco di Monza.
Per tutti gli anni venti e trenta proseguirono i prestigiosi concorsi ippici del Gran Premio di Stresa che videro il Regina Palace sede delle premiazioni e a cui, come ci ricorda il cinegiornale Luce dell'ottobre 1930, parteciparono personalità di rilievo nazionale ed internazionale, sia come concorrenti che come semplici spettatori.
Molte grandi personalità hanno lasciato commenti autografi nel libro d'onore dell'hotel Regina Palace nel periodo che va dall'inaugurazione fino allo scoppio della seconda guerra mondiale, tra questi si può ricordare la regina Sofia di Grecia, la principessa Iolanda Margherita di Savoia, Pietro Mascagni (che si racconta componesse nel parco), George Bernard Shaw, Eleonora Duse, Gabriele D’Annunzio e Benito Mussolini.
Agli inizi degli anni trenta giunse ospite il Principe del Piemonte e futuro Re d'Italia Umberto II di Savoia, con la consorte Maria José del Belgio.
Tra l'11 ed il 14 di aprile del 1935 il Regina Palace, insieme al Grand Hotel et des Iles Borromées, fu teatro della Conferenza di Stresa, tentativo di fronte comune tra Italia, Francia e Gran Bretagna nei confronti della Germania di Hitler.

### Il secondo dopoguerra

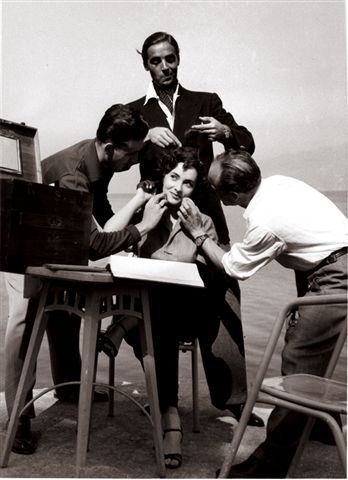
Gina Lollobrigida al concorso Miss Italia '47 al Regina Palace

Totò al concorso Miss Italia '48 al Regina Palace

Nel secondo dopoguerra l'Italia è cambiata ed a frequentare l'hotel ci sono altri e nuovi ospiti illustri ed eventi importanti che hanno aiutato la seconda rinascita della zona.
È ancora la volta di nobili e teste coronate: la principessa Margaret d’Inghilterra, Re Hussein di Giordania e Re Faruk d'Egitto hanno soggiornato a più riprese al Regina Palace, ma anche di nuove manifestazioni, più popolari e legate al cinema, per cui a partire dal 1946 ebbero inizio le finali del Concorso di miss Italia che continueranno ininterrottamente per varie edizioni dal 1946 fino al 1949 e poi nel 1958.
Nel 1948 arrivò anche il Principe Antonio De Curtis, detto Totò, insieme all'attore Walter Chiari per girare il film Totò al giro d'Italia, con la vincitrice del concorso di bellezza dell'anno, Fulvia Franco.
Nel 1955 venne realizzata a Stresa un'opera, a quei tempi rivoluzionaria, il palazzo dei congressi in cui venne allestita l'organizzazione delle Settimane Musicali di Stresa mentre si spostò a Stresa lo svolgersi dell'annuale Conferenza del Traffico voluta fin negli anni trenta dall'Automobile Club di Milano per discutere dei problemi derivanti dalla circolazione stradale.

### Il Regina Palace ai giorni nostri

La hall dell'hotel nel 1911

Tra la fine degli anni sessanta e gli anni settanta l'hotel Regina Palace conosce un periodo di minore visibilità e importanza.
Nel 1975 venne acquistato da tre famiglie locali, che ne sono tuttora le proprietarie, dando inizio a grandi opere di restauro conservativo che hanno riportato il Regina Palace allo splendore dell'inaugurazione di inizio '900: in particolare la struttura è stata per intero restaurata mantenendo intatto sia il disegno originale che, in tutti gli aspetti, l'ispirazione allo Stile Liberty italiano proprio di ogni dettaglio, anche minimo, della struttura.
Subito dopo i lavori, nel 1982 l'hotel è stato il set del film Grand Hotel Excelsior, di Castellano e Pipolo, con Adriano Celentano.
Al rilancio della struttura ha contribuito non solo la rinnovata vocazione turistica ma anche l'organizzazione di eventi internazionali di rilievo, come la conferenza dei paesi della NATO del 1984, l'Ecofin del settembre 2003 su "patto di stabilità e crescita" e lo European Jewish Retreat del marzo 2008 e nazionali, come il Convegno annuale dell'Insubria e il Gran Ballo delle Debuttanti che vede danzare una ventina di ragazze al fianco di cadetti al ritmo dei più famosi walzer viennesi.
L'hotel è oggi sia un centro congressi sia un lussuoso albergo ed ha ospitato in tempi recenti personalità come Rita Levi Montalcini, Alberto Tomba, Mario Cipollini, Katia Ricciarelli, Nikita Magalov, Cesare Romiti, Ivana Trump, Luca Cordero di Montezemolo, Silvio Berlusconi.